# Sea Sonic
Sea Sonic Electronics Co., Ltd. ist ein Hersteller von PC-Netzteilen, die anfangs nur für OEMs verfügbar waren. Unternehmen wie Antec, Corsair Memory und andere bekannte Hersteller von Computerhardware vertreiben Netzteile, die umgelabelt wurden oder auf Produkten von Sea Sonic basieren.

## Geschichte
1975 wurde Sea Sonic durch mehrere Ingenieure für die Forschung, Entwicklung und Produktion von qualitativ hochwertigen Stromwandlerprodukten gegründet. Ab 1980 wurden durch Sea Sonic PC-Netzteile für den Apple II und IBM-PCs angeboten. Vier Jahre später zog die Unternehmenszentrale nach Shih-Lin, Taipei (Taiwan) um.
1990 wurde in Tao-Yuan (Taiwan) eine zweite Fabrik eröffnet. Vier Jahre später erfolgte die Einweihung der Fabrik Dong Guan China I und 1998 der Fabrik Dong Guan II. Bereits 1993 hatte Sea Sonic ein Büro in den Niederlanden für den europäischen Markt eingerichtet. 1999 erfolgte ein erneuter Umzug der Unternehmenszentrale. Von Shih-Lin zog die Unternehmenszentrale nach Neihu (Taipeh).
2000 brachte Sea Sonic die ersten Netzteile mit kostengünstiger aktiver PFC auf den Markt. 2002 wurde eine US-Niederlassung in Kalifornien eröffnet. Die Sea Sonic Electronics Co., Ltd. wurde im gleichen Jahr an der taiwanischen Börse Gre Tai gelistet (OTC Stock Exchange). Ab dem darauffolgenden Jahr wurden die Produkte des Unternehmens unter eigenem Markennamen Seasonic vertrieben. Die US-Niederlassung in Kalifornien wurde 2005 in Sea Sonic Electronics, Inc. umbenannt. Das Unternehmen bot als erster Hersteller ab diesem Jahr auch PC-Netzteile an, die das 80-Plus-Zertifikat trugen. 2006 begann die Massenproduktion von Produkten, die RoHS- und WEEE-konform sind.
2021 konnte Sea Sonic mit dem Computergehäuse „Syncro“ und 2022 mit dem PC-Lüfter „MagFlow“ den Red Dot Design Award gewinnen. Ende August 2024 wurde Sea Sonic mit den EHA Reader Awards 2024 für das beste Netzteil ausgezeichnet.